# Jorgelina Mudallel

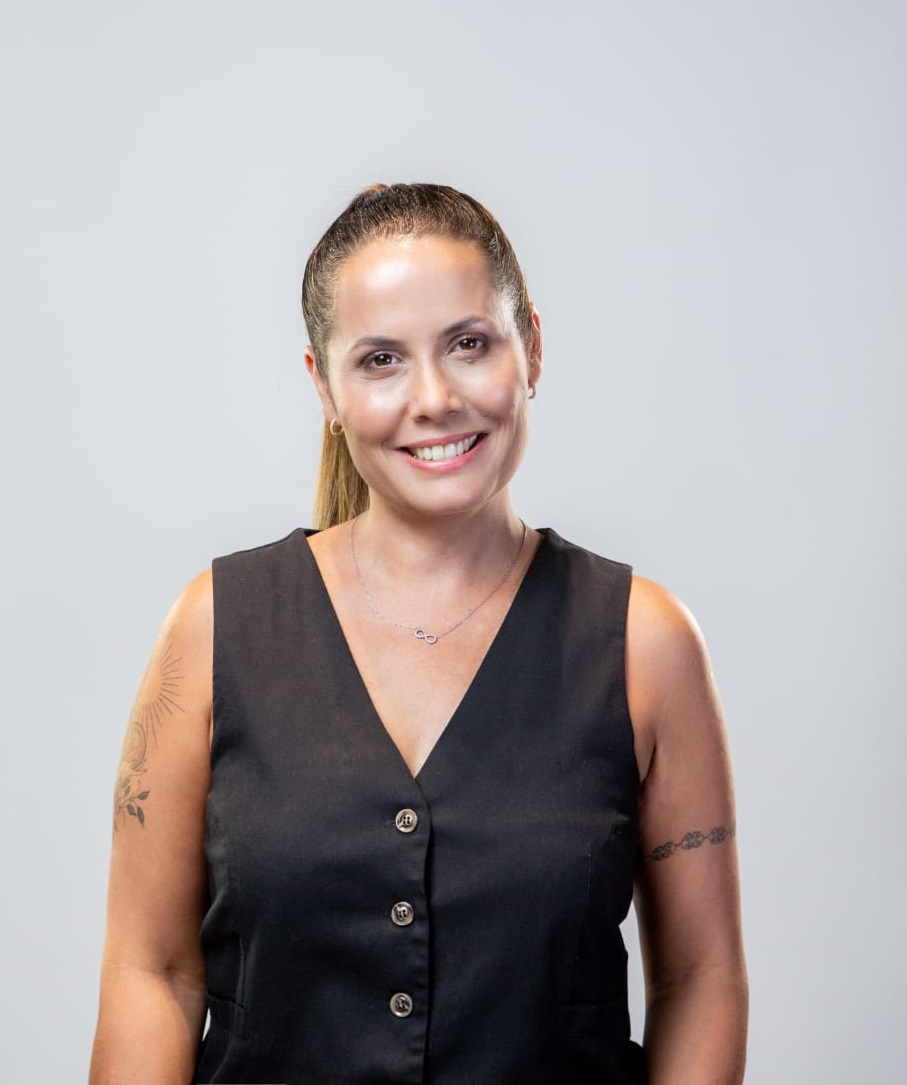
Jorgelina, Concejala de la Ciudad de Santa Fe.

Jorgelina Mudallel (nacida el 14 de septiembre de 1988 en Santa Fe, Argentina) es una socióloga y política argentina, actualmente  Vicepresidenta Primera del Concejo Municipal de Santa Fe.

## Formación académica y áreas de trabajo
Es licenciada en Sociología por la Universidad Nacional del Litoral. A lo largo de su trayectoria, ha trabajado en áreas relacionadas con el urbanismo, el medio ambiente,  la producción e industria local, el fomento al emprendedurismo  y la aplicación de nuevas tecnologías para el desarrollo.  Jorgelina Mudallel ha expresado su apoyo al consenso y al diálogo como herramientas que faciliten un crecimiento sostenible e inclusivo en la ciudad de Santa Fe.
Mudallel ha participado activamente en la promoción de políticas urbanas, ambientales y productivas, enfocadas en mejorar la calidad de vida de los habitantes de Santa Fe. Su línea de trabajo ha estado orientada a estimular la industria del ocio, el entretenimiento, la cultura y el cuidado del entorno.

## Participación política
Es una de las principales referentes del espacio político "Yo Quiero Santa Fe" , junto al político santafesino Jorge Andrés Fernández. Ambos han propuesto una agenda política para la ciudad basada en el consenso y el cambio generacional   como elementos clave en su visión para Santa Fe.

###### Compromiso con Santa Fe
Su carrera se ha caracterizado por un enfoque en políticas orientadas a mejorar la calidad de vida de los santafesinos y a contribuir al desarrollo integral de la ciudad.